# Antonio Cañizares Llovera
Antonio Cañizares Llovera, né le 15 octobre 1945 à Utiel, est un cardinal espagnol, archevêque de Valence du 28 août 2014 au 10 octobre 2022.

## Biographie

### Formation
Il fait ses études au séminaire diocésain de Valence, puis à l'université pontificale de Salamanque, où il obtient un doctorat en théologie. Il est également diplômé en pastorale catéchétique de l'Institut supérieur de pastorale de Madrid.

### Principaux ministères

#### Prêtre
Antonio Cañizares Llovera a été ordonné prêtre en 1970 à Sinarcas, près de Valence, par l'archevêque José Maria Garcia de la Higuera.
Il a consacré la plus grande partie de sa vie à l'enseignement. Il a été notamment professeur à la Faculté de théologie de Salamanque, au séminaire de Madrid et à l'Institut supérieur de sciences religieuses.
Il est également fondateur et président de l'Association espagnole des catéchistes, membre de l'Équipe européenne de catéchèse[Quoi ?], coadjuteur de la paroisse de San Gerardo, à Madrid, directeur de la revue Teología y Catequesis (Théologie et catéchèse). Il a écrit plusieurs ouvrages, entre autres Santo Tomás de Villanueva, testigo de la predicación española del siglo XVI et La evangelización hoy.

#### Évêque
Nommé évêque d'Ávila le 6 mars 1992, il est consacré le 25 avril suivant. Il est ensuite nommé archevêque de Grenade le 10 décembre 1996, et archevêque de Tolède et primat des Espagnes le 24 octobre 2002.

#### Cardinal
Il a été créé cardinal par le pape Benoît XVI lors du consistoire du 24 mars 2006 avec le titre de cardinal-prêtre de San Pancrazio. Puis le 17 octobre 2009 il le nomme membre de la Congrégation pour les évêques.
Le 9 décembre 2008, il est nommé préfet de la Congrégation pour le culte divin et la discipline des sacrements pour succéder au cardinal Arinze qui se retire.
Il participe au conclave de 2013 qui élit le pape François.
Le 28 août 2014 il est nommé à sa demande selon le vaticaniste Andrea Tornielli, archevêque de Valence par François. Il quitte ainsi sa charge de préfet de congrégation.
Le 10 octobre 2022, le pape François accepte sa démission pour raison d'âge.
Malade, il ne prend pas part au conclave qui s'ouvre le 7 mai 2025.